# Шервиллер
Шервиллер (фр. Scherwiller) — коммуна на северо-востоке Франции в регионе Гранд-Эст (бывший Эльзас — Шампань — Арденны — Лотарингия), департамент Нижний Рейн, округ Селеста-Эрстен, кантон Селеста.

## Географическое положение
Коммуна расположена приблизительно в 380 км к востоку от Парижа, в 45 км юго-западнее Страсбурга. Код INSEE коммуны 67445.
Площадь коммуны — 18,08 км², население — 2958 человек (2006) с тенденцией к росту: 3134 человека (2013), плотность населения — 173,3 чел/км².

## Население
Население коммуны в 2011 году составляло 3074 человека, в 2012 году — 3136 человек, а в 2013-м — 3134 человека.
| 1962 | 1968 | 1975 | 1982 | 1990 | 1999 | 2006 | 2008 | 2011 | 2012 | 2013 |
| ---- | ---- | ---- | ---- | ---- | ---- | ---- | ---- | ---- | ---- | ---- |
| 2269 | 2300 | 2368 | 2382 | 2278 | 2614 | 2958 | 3056 | 3074 | 3136 | 3134 |

Динамика населения:

## Экономика
В 2007 году среди 1965 человек в трудоспособном возрасте (15-64 лет) 1490 были экономически активными, 475 — неактивными (показатель активности — 75,8 %, в 1999 году было 72,8 %). Из 1490 активных работали 1398 человек (774 мужчины и 624 женщины), безработных было 92 (39 мужчин и 53 женщины). Среди 475 неактивных 128 человек были учениками или студентами, 186 — пенсионерами, 161 были неактивными по другим причинам.
В 2010 году из 1993 человек трудоспособного возраста (от 15 до 64 лет) 1568 были экономически активными, 425 — неактивными (показатель активности 78,7 %, в 1999 году — 72,8 %). Из 1568 активных трудоспособных жителей работали 1450 человек (778 мужчин и 672 женщины), 118 числились безработными (52 мужчины и 66 женщин). Среди 425 трудоспособных неактивных граждан 133 были учениками либо студентами, 192 — пенсионерами, а ещё 100 — были неактивны в силу других причин.

## Достопримечательности (фотогалерея)
- Гауптвахта XVIII века. Построена между 1853 и 1861 годами. Исторический памятник с 1924 года[13]
- Церковь Свв. Петра и Павла (1898—1899 года). Памятник культурного значения[14]
- Часовня Св. Вольфганга (1698 год). Памятник культурного значения[15]
- Часовня Сент-Одиль (1726 год). Памятник культурного значения[16]. Расположена на месте старой часовни, которая восходит к 1118 году
- Руины замка Ортенбург[фр.] (XII—XIII века). Исторический памятник с 1924 года[17]
- Руины замка Рамштайн[фр.]. Памятник культурного значения[18]

- Шервиллер
- Церковь Свв. Петра и Павла
- Часовня
- Вид на шато Ортенбург
- Руины шато Ортенбург
- Руины замка Рамштайн